# 山上圣若望堂 (博洛尼亚)

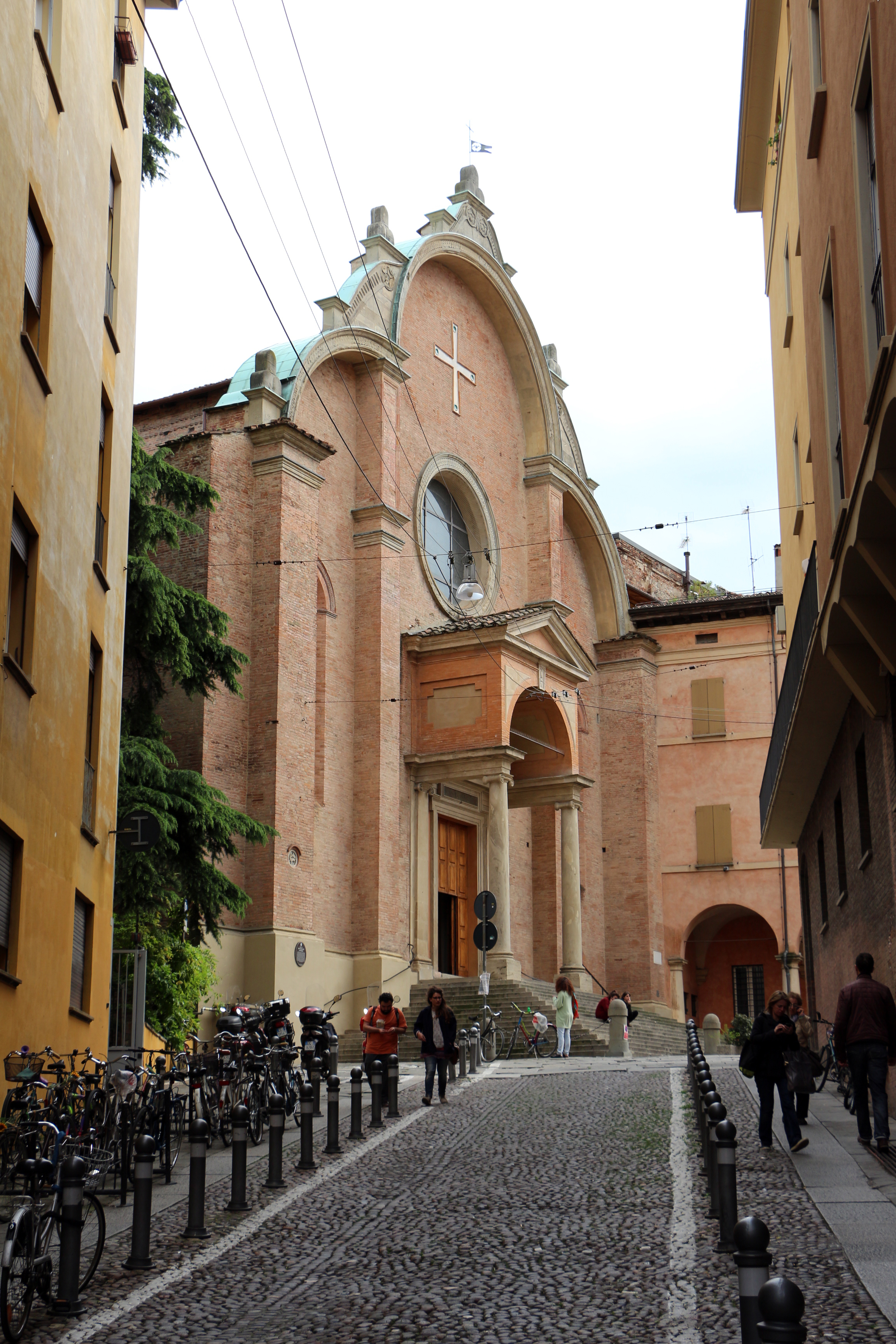
立面

山上圣若望堂（San Giovanni in Monte ）是意大利博洛尼亚一座15世纪的罗马天主教教堂。

## 历史
目前的教堂可以追溯到5世纪的一个圆形教堂，称为橄榄山（Monte Oliveto），传统认为由圣白托略（Petronius）创立于433年。 第一次书面记载是在1045年。 在1118年或之前，拉特朗清规咏经团（英语：Canons Regular of the Lateran）在这里建立了一个修道院，首先修复和扩建了旧教堂（约1200至约1300之间），又代之以新的晚期哥特式教堂（约1450），1474年建造了文艺复兴风格的立面。 拱顶终于在1603年完工。钟楼高40多米。它完成于14世纪，其基地可以追溯到13世纪。
拿破仑入侵意大利后，修士们遭驱逐，该堂的一些艺术品被抢到了卢浮宫。拿破仑战败后，大部分艺术品都归还了，但有些艺术品被转移到了意大利博物馆。1824年，更换了教堂的地板;当时被放置在地板上的墓碑，这时移动到墙上。1944年1月29日，该堂在一次轰炸中严重受损，有三个小堂被毁，门廊、拱顶和其他小堂受到严重破坏。该堂在1947年至1950年之间修复。

## 艺术品

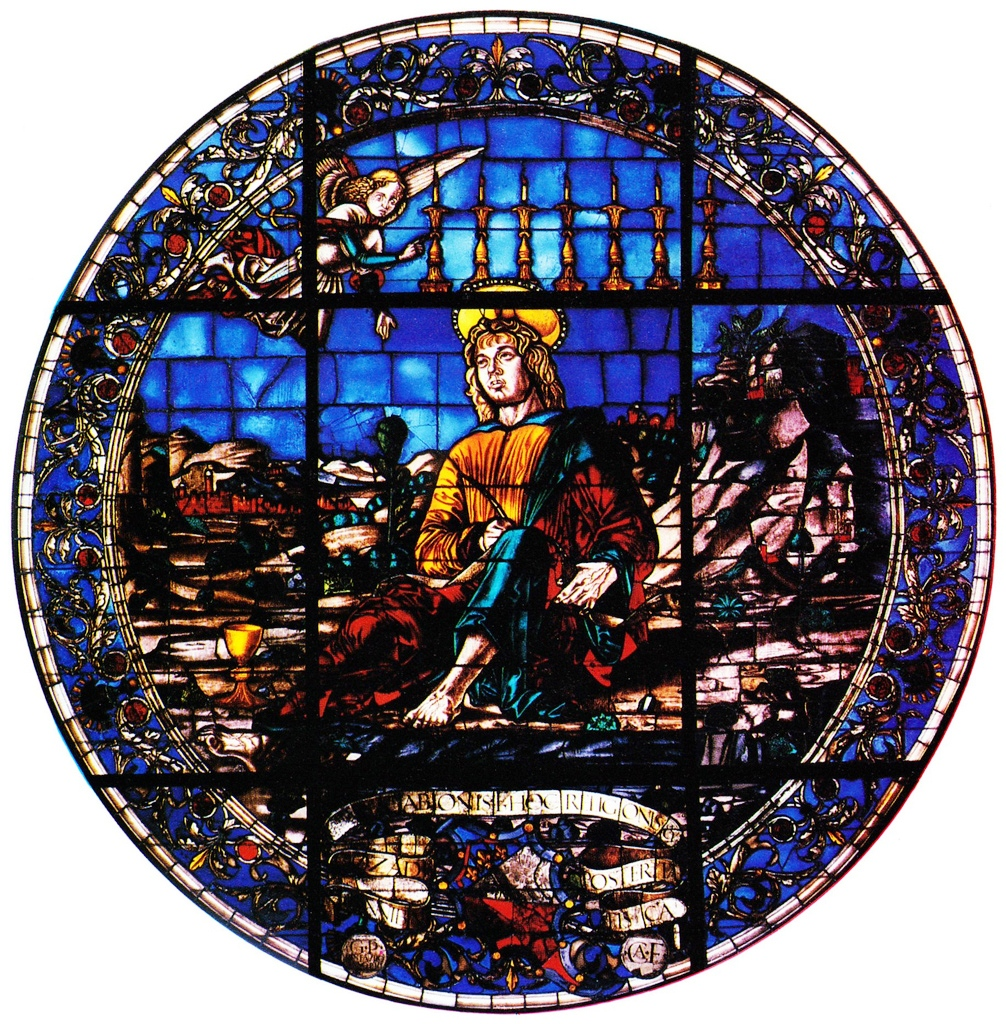
立面的花窗玻璃《圣若望》（1480年）

在门廊有尼科莱·德尔阿尔卡的大型雕塑鹰（该堂主保圣人圣若望的象征，约1481年）。
祭坛是前罗曼式和罗曼式风格，有八角形柱子和十字架，可以追溯到11世纪或更早。十字架上的基督是一尊16世纪的木制雕塑。
内部有：奇玛·达·科内利亚诺的作品、多梅尼基諾的《玫瑰圣母》、彼得罗·佩鲁吉诺的《圣母与圣弥额尔和三个圣徒》，和拉斐尔的《圣则济利亚的神魂超拔》（1513年原本是为圣若望堂而画）。这些画作在拿破仑时期被抢走，现收藏于国立博洛尼亞画廊。
在“主小堂”（Cappella Maggiore），有一幅彼得罗尼乌斯·范切利和彼得罗·范切利父子的画作，雅科皮诺·达·博洛尼亚的《十字架》（1361年）、一幅切萨雷·阿雷图西和乔瓦尼·巴蒂斯塔·菲奥里尼的画作，以及有53个座位的咏经团，由来自克雷莫纳的艺术家保罗·萨卡雕刻于1518年至1523年。1752年以前，这里有一幅埃尔科勒·德·罗伯蒂的多联画附饰画（predella）, 现在其中一部分在德国德累斯顿历代大师画廊，一部分在英国利物浦。祭衣间有一幅文森佐·斯皮萨内利的祭坛画《圣巴特里爵》，此外还有费利切·托雷利、小埃尔科勒格拉齐亚尼、乌巴尔多·甘多尔菲和普罗斯佩罗丰塔纳的画作。
在教堂周围的小堂里，还有博洛尼亚艺术家的画作，如洛伦佐·科斯塔、老埃尔科尔·普罗卡奇尼、贾科莫·弗兰西亚、巴托洛梅奥·塞西、贝内代托·根纳里、奥拉齐奥·萨马基尼、亚历山德罗·蒂亚里尼、弗朗切斯科·德尔·科萨、乔瓦尼·巴蒂斯塔·博洛尼亚尼、卢卡·隆希和彼得罗·法奇尼，斯皮萨内利的其他作品，乔瓦尼·达·摩德纳的15世纪壁画，和15世纪的 Pietà. 在十六小堂有盖尔奇诺的《圣方济各》（1645年）。
其他艺术品包括15世纪的花窗玻璃，由洛伦佐·科斯塔和弗朗切斯科·德尔·科萨设计，14世纪的祭坛画，以及朱利奥兄弟和贾科莫·雷博利尼兄弟的壁画，这些壁画直到1894年才重新发现。

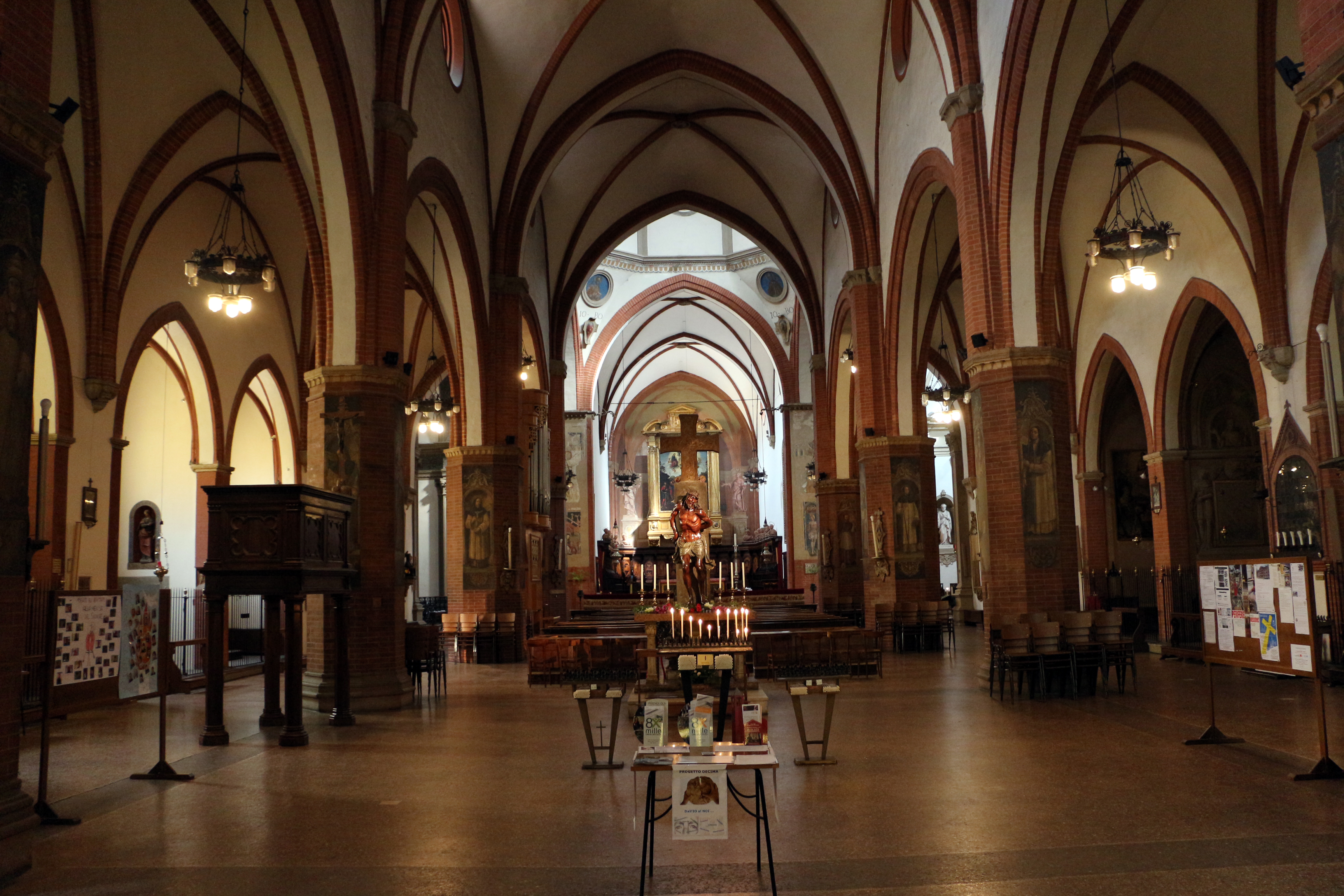
内部
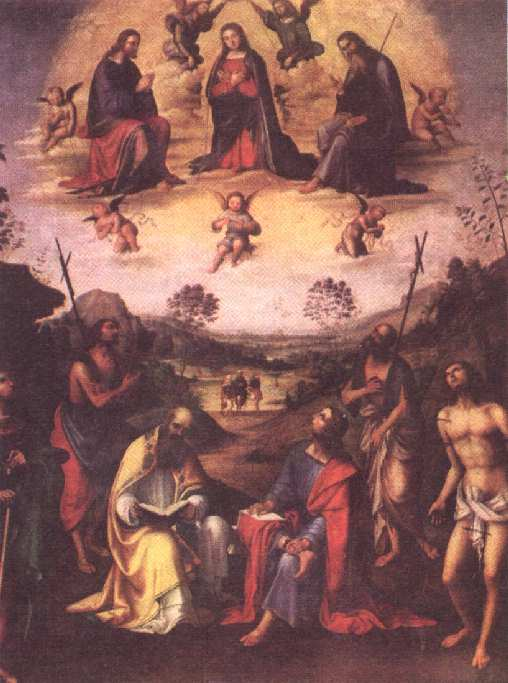
洛伦佐·科斯塔的《圣母加冕于圣徒》，1501年
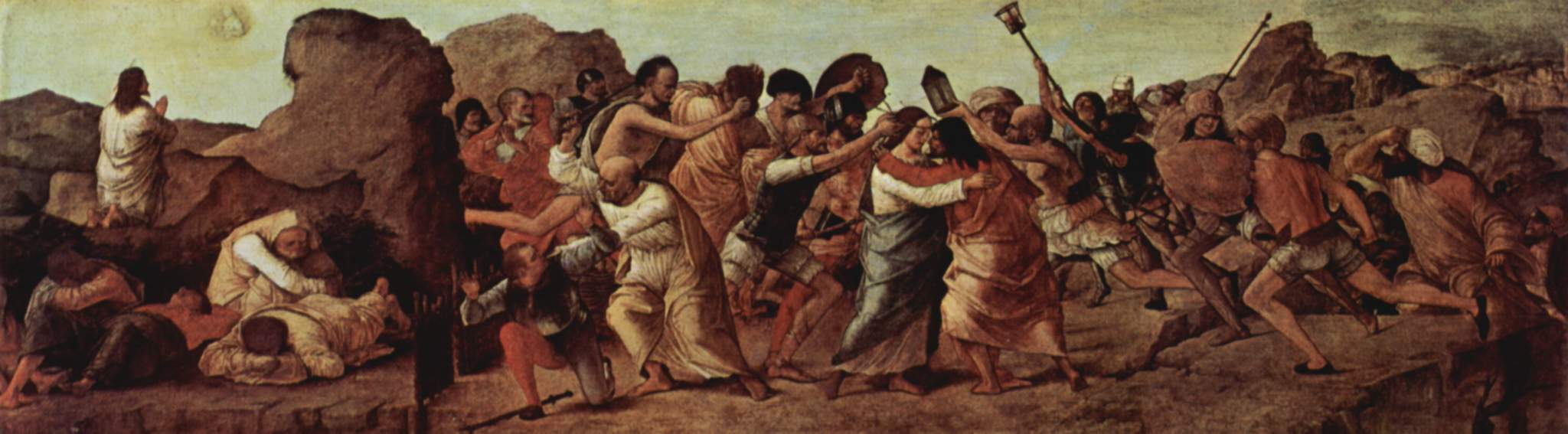
埃尔科勒·德·罗伯蒂的附饰画，原在圣若望堂，现藏于德累斯顿历代大师画廊
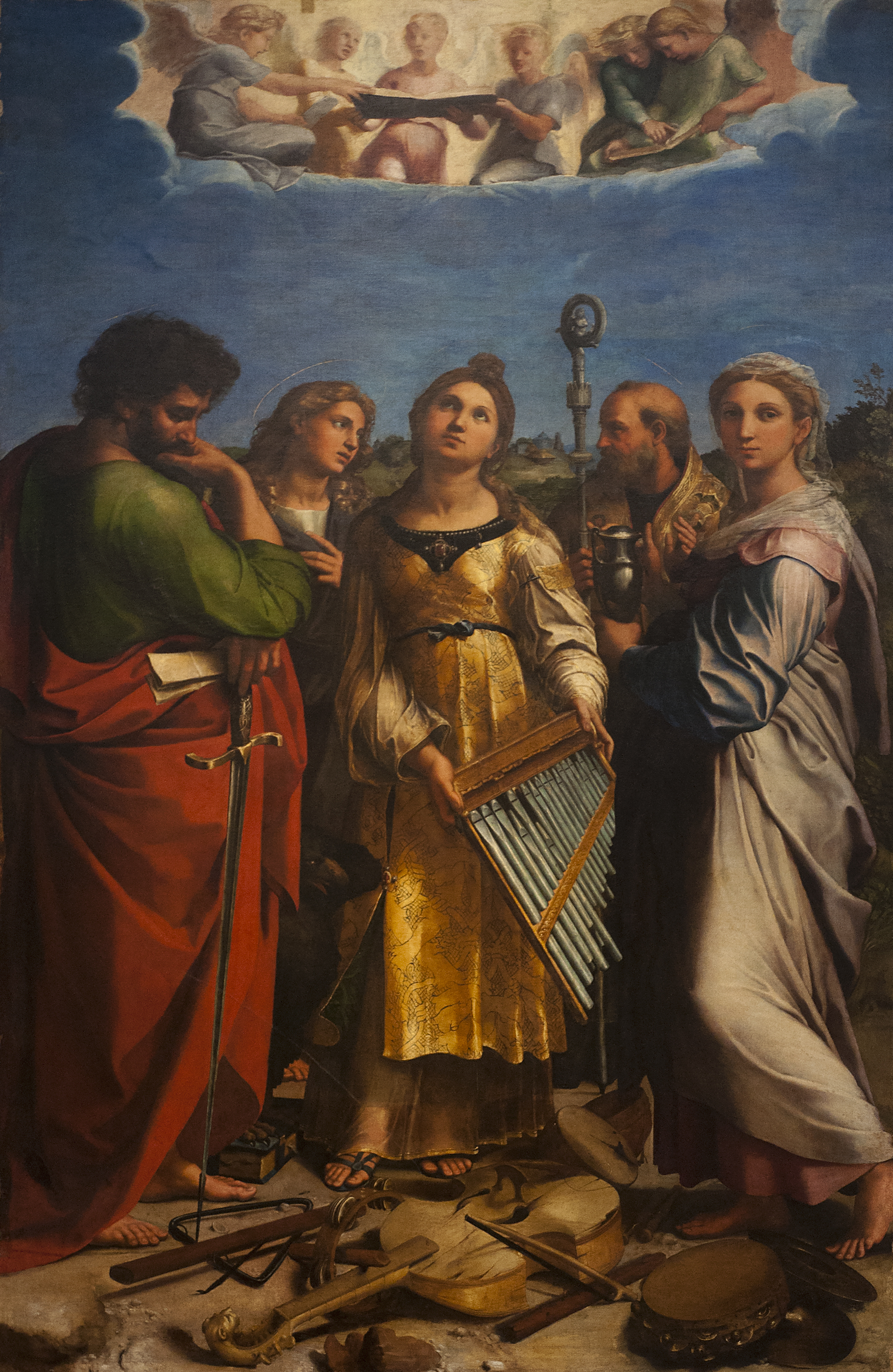
拉斐尔的《圣则济利亚的神魂超拔》，现藏于国立博洛尼亞画廊
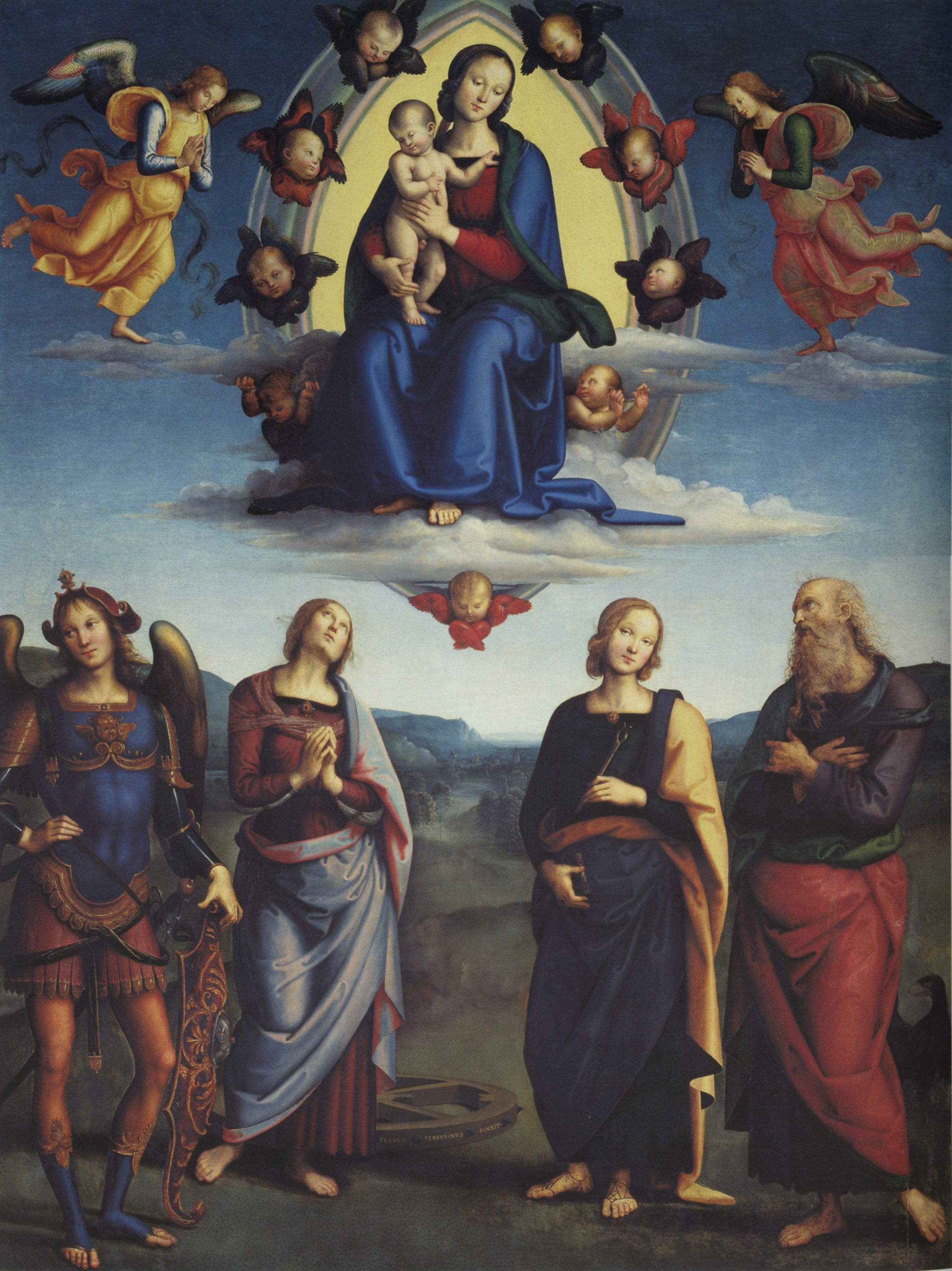
佩鲁吉诺的《圣母与圣徒在荣耀中》，现藏于国立博洛尼亞画廊